# Setge de Siracusa (413 aC)
La batalla de Siracusa formà part d'una expedició atenenca a Sicília entre el 415 aC i el 413 aC, durant la guerra del Peloponnès.

## Antecedents
La guerra entre Segesta i Selinunte, que intentava assegurar-se un port a la mar Tirrena va tornar a esclatar, i Selinunt es va aliar amb Siracusa, assetjant Segesta per mar i terra; la ciutat va demanar ajut a Acragant, Cartago i Atenes i la darrera va acceptar enviar una flota (416 aC) atrets per la riquesa de la ciutat, ostentada davant dels atenencs, però força fictícia. Nícias va proposar atacar directament a Selinunt i sotmetre la ciutat però els atenencs van optar finalment per atacar Siracusa.
El 415 aC es va produir l'expedició atenenca a Sicília. La tardor del 415 aC els atenencs van atacar Siracusa i van obtenir una victòria al gran port però Nícias no va reprendre l'avanç i es va retirar a passar l'hivern a Catana. La primavera del 414 aC els atenencs van desembarcar a Leon, al nord de la ciutat, on van establir la seva base, i les forces de terra van avançar i ocupant Epipolae i van seguir cap a Labdalum on es va establir una guarnició, per seguir cap a Syce (Συκῆ). Labdalum fou un lloc proper a Siracusa on els atenencs van construir un fort durant el setge de la ciutat el 414 aC. Mai més no fou esmentat i la seva posició exacta no es coneix.

## El setge
En començar el setge les muralles defensives establertes pels siracusans foren destruïdes pels atenencs mentre la flota atenenca es va establir al gran port.
L'espartà Gilip que venia en ajut de la ciutat va poder entrar a Siracusa abans que els atenencs poguessin completar el setge i va sorprendre a la flota atenenca a Labdalum i tallant les comunicacions entre els assetjadors i la flota. Nícias va veure que no podria prendre la ciutat i va demanar reforços, però els espartans van poder recuperar algunes de les fortaleses erigides pels atenencs provocant que la flota atenenca situada al gran port no pogués ser abastida. La flota del gran port fou atacada i els atenencs haguessin estat rebutjats si no haguessin arribat Demòstenes i Eurimedó d'Atenes amb una flota de reforç. Demòstenes va intentar recuperar Epipolae, una posició clau però ja havia estat reforçada per Gilip; l'atac de Demòstenes va aconseguir conquerir el fort de Eurialos però fou rebutjat als altres fronts amb fortes pèrdues.
Demòstenes va considerar el fracàs com a definitiu i va decidir abandonar el setge però Nícias va imposar la continuació; finalment quan es va decidir la retirada s'havia perdut molt de temps i els siracusans ja havien passat a l'ofensiva i ara estaven fent moviment per envoltar als atenencs; la flota atenenca al gran port fou atacada i parcialment destruïda; un intent de contraatac atenenc va fracassar i la flota atenenca va ser pràcticament destruïda. Ja només quedava una ràpida retirada abandonant totes les posicions. L'exèrcit atenenc es va retirar a la vall de l'Anapos, però quan va arribar al pas de la roca Acrea, es van trobar amb un contingent siracusà ben fortificat allí que els va impedir seguir. Llavors els atenencs es van dirigir cap a l'Heloros i després de forçar el pas pels rius Cacyparis i Erineos, on van tenir moltes baixes, van arribar al Asinaros on van haver de deposar les armes davant els siracusans.

## Conseqüències
Set mil atenencs foren fets presoners. Els siracusans van erigir al riu un trofeu commemorant la victòria, i es va establir un festival anomenat Asinària.